# Bruyères-et-Montbérault
Bruyères-et-Montbérault là một xã ở tỉnh Aisne, vùng Hauts-de-France thuộc miền bắc nước Pháp.